# Syntrichia angustifolia
Syntrichia angustifolia là một loài Rêu trong họ Pottiaceae. Loài này được (Herzog) Cano mô tả khoa học đầu tiên năm 2008.